# 붉은가시생쥐
붉은가시생쥐(Acomys ignitus)는 쥐과에 속하는 설치류이다. 케냐와 소말리아, 탄자니아에서 발견된다. 자연 서식지는 건조 사바나 지역과 바위 지대이다. 사람 거주지에서 공생하는 종일 수 있다.

## 특징
꼬리 길이 70~85mm를 제외한 몸길이가 92~114mm인 작은 설치류다. 발 길이는 14.5~19mm이고 귀 길이는 14.5~19mm이다. 등 쪽 털 색은 갈색과 오렌지색이고 옆구리 쪽으로 좀더 밝아지는 반면에 배 족과 다리 뒷 쪽은 희다. 핵형은 2n=36, FN=66~68이다.

## 생태
주로 땅 위에서 생활하는 육상성 동물이다. 먹이는 곤충이다. 한 번에 1~2마리의 새끼를 낳는다.

## 분포 및 서식지
탄자니아 북동부와 케냐 남부에 널리 분포한다. 해발 700m와 1,000m 사이의 건조 사바나 지역 암반 지대에서 서식한다.